# Pseudignambia squamata
Pseudignambia squamata là một loài bọ cánh cứng trong họ Bọ hung (Scarabaeidae).